# Scotchlite

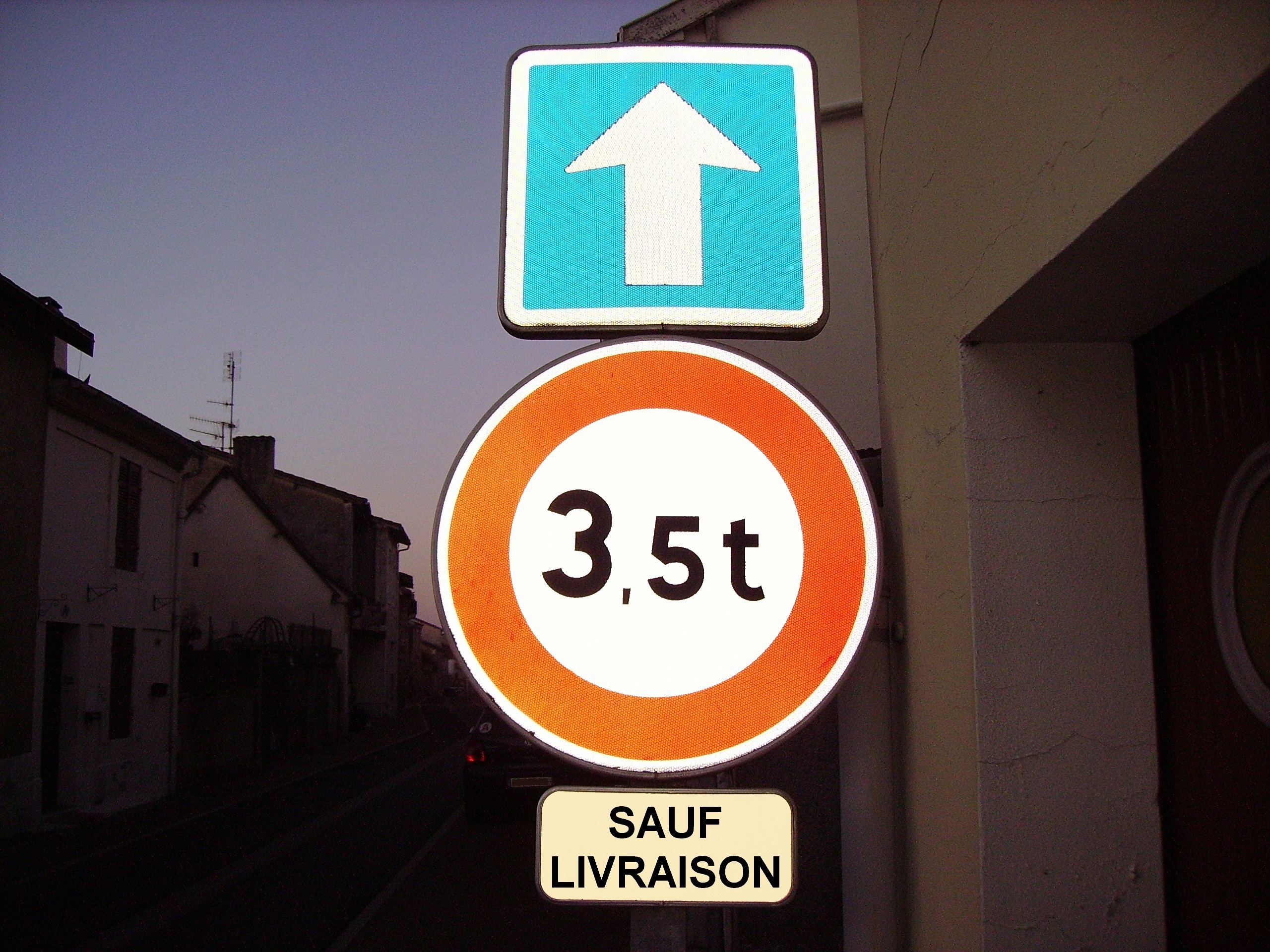
Panneaux de signalisation sous éclairage extérieur.

Scotchlite est une famille de matériaux rétroréfléchissants fabriqués par la société 3M, notamment pour la sécurité routière (panneaux de signalisation, balisage, vêtements à haute visibilité). Version moderne des traditionnels catadioptres, le principe repose sur un empilement de plusieurs couches successives qui, une fois assemblées, permettent la réflexion d'un faisceau de lumière dans la direction d'où elle provient :
- un premier support adhésif, type autocollant ;
- une première surface miroir réfléchissant la lumière ;
- une nappe de microsphères de verre ;
- une couche synthétique colorée.

Ces matériaux sont nés dans les années 1940 aux États-Unis et ont commencé à être déployés en France à la Libération.
Scotchlite est une marque déposée, propriété de la compagnie 3M.